# Oarisma boeta
Oarisma boeta är en fjärilsart som beskrevs av William Chapman Hewitson 1870. Oarisma boeta ingår i släktet Oarisma och familjen tjockhuvuden. Inga underarter finns listade i Catalogue of Life.